# Притобольский
Притобольский (каз. Притобольский) — упразднённый посёлок в Мендыкаринском районе Костанайской области Казахстана. Входил в состав Будённовского сельского округа. Ликвидирован в 1994 г.

## Население
В 1989 году население посёлка составляло 24 человека.